# White Limozeen
White Limozeen (рус. Белый лимузин) — двадцать девятый студийный альбом американской кантри-певицы Долли Партон, выпущенный 24 июня 1989 года на лейбле RCA Records.

## Список композиций
| №  | Название                                   | Автор(ы)                 | Длительность |
| -- | ------------------------------------------ | ------------------------ | ------------ |
| 1. | «Time for Me to Fly»                       | Кевин Кронин             | 2:51         |
| 2. | «Yellow Roses»                             | Долли Партон             | 3:55         |
| 3. | «Why’d You Come in Here Lookin’ Like That» | Боб Карлайл, Рэнди Томас | 2:33         |
| 4. | «Slow Healing Heart»                       | Джим Рашинг              | 3:56         |
| 5. | «What Is It My Love»                       | Долли Партон             | 4:13         |

| №  | Название                                   | Автор(ы)                   | Длительность |
| -- | ------------------------------------------ | -------------------------- | ------------ |
| 1. | «White Limozeen»                           | Долли Партон, Мак Дэвис    | 4:19         |
| 2. | «Wait ’Til Get You Home» (с Маком Дэвисом) | Долли Партон, Мак Дэвис    | 2:58         |
| 3. | «Take Me Back to the Country»              | Карен Стейли               | 2:34         |
| 4. | «The Moon, the Stars and Me»               | Уэйланд Паттон, Дайана Рэй | 3:20         |
| 5. | «He’s Alive»                               | Дон Франциско              | 4:37         |

## Участники записи
- Долли Партон — вокал
- Эдди Байерс[англ.] — ударные
- Фаррелл Моррис — перкуссия
- Рики Скэггс — перкуссия, гитара, народная скрипка, мандолина
- Майк Бриньярделло — бас-гитара
- Крэйг Нельсон — бас-гитара
- Барри Беккет[англ.] — клавишные, фортепиано, DX-7
- Дэвид Хантсингер — клавишные, фортепиано, DX-7
- Джон Барлоу Джарвис[англ.] — клавишные, фортепиано, DX-7
- Марк Касстивенс — гитара
- Стив Гибсон — гитара
- Винс Гилл — гитара
- Альберт Ли — гитара
- Мак Маканалли — гитара
- Реджи Янг[англ.] — гитара
- Стюарт Дункан[англ.] — народная скрипка
- Пол Франклин[англ.] — педабро
- Терри Крисп — слайд-гитара
- Ллойд Грин[англ.] — слайд-гитара
- Джон Хьюи — слайд-гитара
- Пол Франклин — слайд-гитара

| - Бела Флек — банджо - Боб Мейсон — виолончель - Бобби Тейлор — гобой - Джо-Эль Соннир — каджунский аккордеон - Nashville String Machine — струнная секция - Берген Уайт — аранжировки струнной секции - Кертис Янг — бэк-вокал - Лиана Янг — бэк-вокал - Лиза Сильвер — бэк-вокал - Бернард Пейтон — бэк-вокал - Ким Моррисон — бэк-вокал - Вики Хэмптон — бэк-вокал - Ивонн Ходжес — бэк-вокал - Ричард Деннисон — бэк-вокал | Технический персонал: - Рики Скэггс — продюсер - Том Хардинг — звукорежиссёр - Скотт Хендрикс — звукорежиссёр - Пэт Хатчинсон — звукорежиссёр - Дуг Джонсон — звукорежиссёр - Джордж Массенбург — звукорежиссёр - Майк Пул — звукорежиссёр - Эд Сей — звукорежиссёр - Джефф Гидт — звукооператор - Родни Гуд — звукооператор - Брэд Джонс — звукооператор - Дуг Джонсон — инженер сведе́ния - Денни Перселл — мастеринг-инженер |

## Позиции в хит-параде
| Год       | Хит-парад                       | Высшая позиция | Пребывание |
| --------- | ------------------------------- | -------------- | ---------- |
| 1989—1990 | Австралия (ARIA Charts)         | 116            | нет данных |
| 1989—1990 | Канада (RPM Country Albums)     | 18             | 4 недели   |
| 1989—1990 | США (Billboard Hot Country LPs) | 3              | 100 недель |

| Хит-парад (1989)                   | Позиция |
| ---------------------------------- | ------- |
| США (Billboard Top Country Albums) | 36      |
| Хит-парад (1990)                   | Позиция |
| США (Billboard Top Country Albums) | 14      |

## Сертификации
| Регион | Сертификация | Продажи  |
| --- | ------------ | -------- |
| США (RIAA) | Золотой      | 500 000^ |
| ^ Данные о тиражах приведены только на основе сертификации. · Данные о продажах + прослушиваниях приведены только на основе сертификации. |              |          |